# よしいバス
よしいバスは、群馬県高崎市が旧吉井町地区で運行するコミュニティバス（自治体バス）である。西毛交通が運行受託している。市が保有する自家用自動車（白ナンバー）による自家用有償旅客輸送である。

## 現行路線

### 坂口・奥平線
- 牛伏車庫 → 多胡小学校前 → （吉井文化会館前） → （吉井支所） → （吉井物産センター） → 岩平小学校 → 坂口温泉前 → 上奥平西 → 岩平小学校 → （吉井支所） → （吉井文化会館前） → 多胡小学校前 → 牛伏車庫
  - 日曜、祝日および年末・年始（12月29日 - 1月3日）運休

### 東谷・西吉井線
- 牛伏車庫 → （東谷） → 多胡小学校前 → 吉井文化会館前 → （吉井支所） → （西吉井駅 / 弥勒寺 → 吉井駅前） → （吉井支所） → 吉井文化会館前 → （東谷） → 牛伏車庫
  - 日曜、祝日および年末・年始（12月29日 - 1月3日）運休

### 多比良・小串線
- 牛伏車庫 - 多胡小学校前 - 吉井文化会館前 - 入野小学校 - 西深沢 - 多比良 - 松田公民館前 - 牛伏車庫
  - 日曜、祝日および年末・年始（12月29日 - 1月3日）運休

### 南陽台・馬庭線
- 牛伏車庫 → 多胡小学校前 → 吉井駅前 / 吉井文化会館前 → （吉井支所） → （運動公園前） → 南陽台1丁目 → 下中林 → 馬庭東 → 高崎産業技術専門校 → 下中林 → 南陽台1丁目 → （運動公園前） → （吉井支所） → （吉井駅前） → （吉井文化会館前） → 多胡小学校前 → 牛伏車庫
  - 日曜、祝日および年末・年始（12月29日 - 1月3日）運休
  - 高崎産業技術専門校バス停は西山名駅近く。

### 吉井・藤岡線
- 牛伏車庫 - 多胡小学校前 - 吉井駅前 - （吉井支所） - 入野小学校前 - 白石 - 藤岡総合病院外来センター
- 吉井支所 - 吉井物産センター
  - 日曜、祝日および年末・年始（12月29日 - 1月3日）運休

## 運賃
- 大人 200円　子供（4歳以上中学生以下） 100円
- 障害者及び介助者は半額
- 一日乗車券:大人510円
- 回数券・定期券・乗継制度あり